# Tallado de diamantes

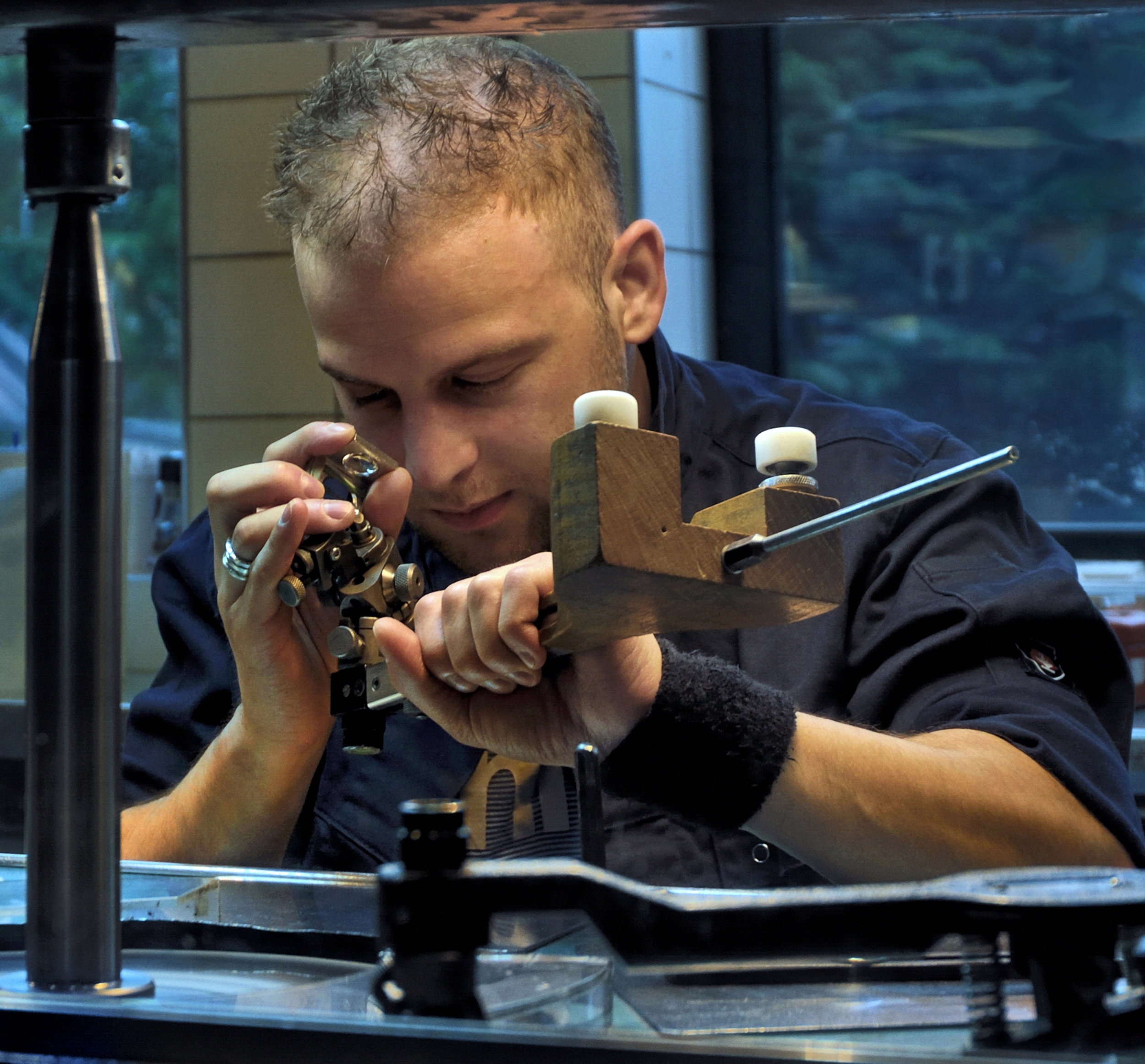
Tallador de diamantes en Ámsterdam

El tallado de diamantes es una operación mediante la que se convierte un diamante en bruto en una gema.
El diamante es el material primario conocido de origen natural más duro. Hoy en día se utilizan muchos productos abrasivos, pero manufacturados por el hombre que pueden llegar a ser más duros que los materiales de origen mineral. La lana de acero es un ejemplo de ello. Gracias a los avances tecnológicos realizados durante el siglo XX, ahora se pueden obtener, a un coste razonable, estos abrasivos artificiales más duros que el diamante. Los más importantes son el carburo de silicio (también conocido bajo la marca carborundum), los diamantes sintéticos y los diamantes sintéticos de alúmina (óxido de aluminio).
Debido a su extrema dificultad, el tallado de diamantes requiere conocimientos, herramientas, equipos y técnicas especializados.

## Historia

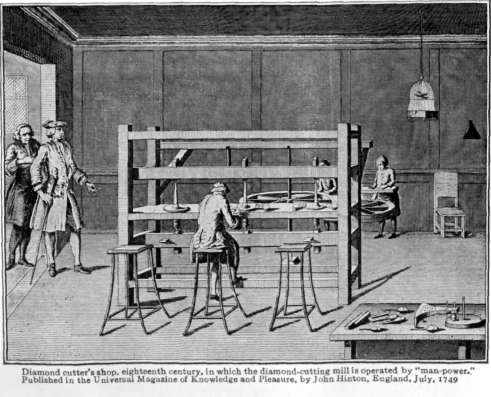
Molino de corte de diamantes manual del siglo XVIII

Aunque en la India ya se conocían con anterioridad técnicas para pulir diamantes, la primera guilda de talladores y pulidores de diamantes se fundó en 1375 en Núremberg, Alemania, y condujo al desarrollo de varios tipos de "corte".
El concepto de talla tiene dos significados en relación con los diamantes. El primero se refiere a la forma de la gema (cuadrada, ovalada, brillante...), y el segundo se relaciona con la calidad específica del corte dentro de la forma. La categoría, y por consiguiente, el precio de un diamante, puede variar considerablemente según la calidad del corte. Dado que los diamantes son uno de los materiales más duros, se utilizan superficies especiales recubiertas de diamante para desbastarlos. El primer gran avance en el corte de diamantes llegó durante la segunda mitad del siglo XIV con el "corte en punta", que mantiene la forma natural de un cristal octaédrico de diamante en bruto, aunque se desperdicia algo del material de la piedra en bruto en el proceso de corte.
El corte de diamantes, así como el procesamiento general, se concentra en unas pocas ciudades alrededor del mundo. Los principales centros de comercio de diamantes son Amberes, Tel Aviv y Dubái, desde donde se envían las piezas en bruto a los principales centros de procesamiento de India y China. Los diamantes se tallan y pulen principalmente en Surat (India) y en las ciudades de Cantón y Shenzhen (China). En los últimos años, India ha dominado el 90 % del mercado mundial de diamantes pulidos, mientras que China ha dominado el resto del mercado. Otros importantes centros de diamantes son Nueva York y Ámsterdam.

## Proceso de corte de diamantes
Antes de proceder al tallado, se debe examinar cómo se realizará el trabajo de corte del diamante y marcar las líneas por donde se cortará la piedra en bruto desde el primer momento. El proceso básico de tallado de diamantes incluye los siguientes pasos: planificación, corte o aserrado, desbastado, pulido e inspección final. Un proceso simplificado para tallar un brillante redondo incluye las siguientes etapas:
- Planificación: la planificación moderna del tallado de un diamante se realiza mediante software informático.
- Marcado: se delinea la forma y el corte óptimos del diamante.
- Aserrado de la piedra en bruto: depende de la forma del diamante en bruto, ya que no todos los diamantes se aserran.
- Tabla.
- Desbastado del filetín.
- Bloqueo de las 8 facetas principales del pabellón: estas facetas se dividen en 4 esquinas y 4 pabellones, ya que las esquinas y los pabellones discurren en diferentes direcciones debido a la estructura atómica del diamante.
- Corona: la corona consta de 8 facetas principales y se divide en 4 esquinas y 4 biseles.
- Desbastado final: se asegura que el filetín del diamante sea perfectamente redondo y liso.
- Pulido de las 16 facetas principales.
- Abrillantado: se añaden y pulen 8 estrellas y 16 mitades del pabellón y la corona.
- Control de calidad: se comprueba la simetría, el pulido y el corte (ángulos) una vez finalizado el diamante.

Esta es solo una forma, aunque bastante común, de crear una talla brillante redonda. El proceso en sí también incluye muchas más etapas, dependiendo del tamaño y la calidad de la piedra en bruto. Por ejemplo, las piedras más grandes se escanean primero para obtener su forma tridimensional, que luego se utiliza para determinar el tallado óptimo. El escaneo puede repetirse después de cada etapa y el desbastado puede realizarse en varios pasos, cada uno de los cuales acerca la pieza a la forma final. Esto es posible únicamente porque la dureza del diamante varía considerablemente según la dirección en la que se intente cortar o afilar.

### Planificación

Proporciones del diamante por un corte de brillante redondo

Los fabricantes de diamantes analizan el diamante en bruto desde una perspectiva económica, con dos objetivos que rigen las decisiones sobre cómo se cortará el facetado de un diamante. El primer objetivo es obtener el máximo retorno de la inversión para la pieza de diamante en bruto. El segundo es la rapidez con la que se puede vender el diamante terminado. Se utilizan escáneres para obtener un modelo informático tridimensional de la piedra en bruto. Además, se fotografían las inclusiones y se colocan en un modelo 3D, que luego se utiliza para determinar la forma óptima de cortar la piedra.

#### Maximización del valor
El proceso de maximizar el valor de los diamantes terminados, desde un diamante en bruto hasta una gema pulida, es tanto un arte como una ciencia. La elección del corte se ve influida por muchos condicionantes. Los factores de mercado incluyen el aumento exponencial del valor de los diamantes a medida que aumenta su peso, conocido como "retención de peso", y la popularidad de ciertas formas entre los consumidores. Los factores físicos incluyen la forma original de la piedra en bruto y la ubicación de las inclusiones y defectos que se deben eliminar.

##### Conservación del peso
El análisis de la conservación del peso del material estudia el diamante en bruto para encontrar la mejor combinación de piedras terminadas en relación con el valor "por quilate". Por ejemplo, un octaedro de 2,20 quilates (440 mg) puede producir (i) dos diamantes de medio quilate (100 mg), cuyo valor combinado puede ser superior al de (ii) un diamante de 0,80 quilates (160 mg) más un diamante de 0,30 quilates (60 mg), que podrían tallarse a partir del mismo diamante en bruto.
Las tallas brillante redonda y brillante cuadrada son las preferidas cuando el cristal es un octaedro, ya que a menudo se pueden tallar dos piedras de un mismo cristal. Los cristales con formas irregulares, como las maclas, tienen más probabilidades de tallarse con una «talla de fantasía», es decir, un corte distinto a la forma de brillante redonda, lo que se presta a la configuración particular de cada cristal.
Incluso con técnicas modernas, el tallado y pulido de un cristal de diamante siempre resulta en una pérdida de peso considerable, de aproximadamente el 50 %. En ocasiones, los talladores aceptan proporciones y simetrías menores para evitar inclusiones o preservar el peso. Dado que el precio por quilate de un diamante varía en torno a hitos clave (como 1 quilate), muchos diamantes de un quilate (200 mg) son el resultado de sacrificar la calidad del tallado en beneficio del peso en quilates.

##### Retención del color

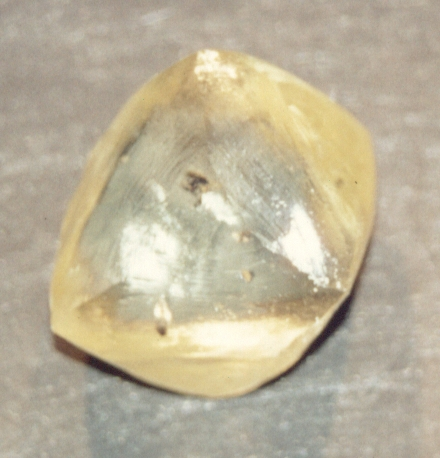
El diamante Oppenheimer, un diamante en bruto de 253 quilates, que al no estar tallado todavía no muestra sus apreciadas propiedades ópticas

En los diamantes de color, el tallado puede influir en la calidad del propio color, aumentando así su valor. Ciertas formas de tallado se utilizan para intensificar el color del diamante. El tallado radiante es un ejemplo de este tipo.
Los diamantes de color verde natural suelen presentar solo una coloración superficial causada por la irradiación natural, que no se extiende a la piedra. Por esta razón, los diamantes verdes se tallan dejando porciones significativas de la superficie del diamante en bruto original («naturales») en la gema terminada. Son estas caras «naturales» las que le dan el color al diamante.

##### Minimización del tiempo de entrega
Otro factor a considerar en la planificación del corte de las piedras es la rapidez con la que se venderá un diamante. Esta consideración suele ser exclusiva del tipo de fabricante. Si bien un determinado plan de tallado puede ofrecer un valor mayor, otro plan puede producir diamantes que se vendan antes, lo que proporciona un retorno de la inversión más rápido.

### Aserrado
El aserrado es la separación de un diamante en bruto en varias piezas, para su acabado como gemas independientes. Durante la etapa de planificación, los fabricantes de diamantes identifican los planos de exfoliación y los utilizan para decidir cómo partir el diamante. Los fabricantes de diamantes realizan una hendidura en el diamante con un láser, una sierra u otro diamante, y luego lo parten colocando una cuchilla de acero en la ranura y golpeándolo suavemente. El corte puede realizarse en cualquiera de los cuatro planos paralelos a las caras de un diamante octaédrico (es decir, perpendiculares a las diagonales del cuerpo de la celda unitaria).

### Desbaste
El desbaste es el arte de tallar un diamante para redondear el filetín. En la era moderna, los diamantes se redondean mediante láser, un disco de diamante impregnado con diamantes o haciendo girar dos diamantes para que corten el uno contra el otro. Los diamantes industriales también se pueden utilizar para desbastar un diamante redondo. Los programas informáticos modernos miden la redondez de cada diamante, y los diamantes de "talla ideal" deben redondearse con una precisión de una décima de milímetro para considerarse un diamante de talla excelente.

### Pulido de diamantes

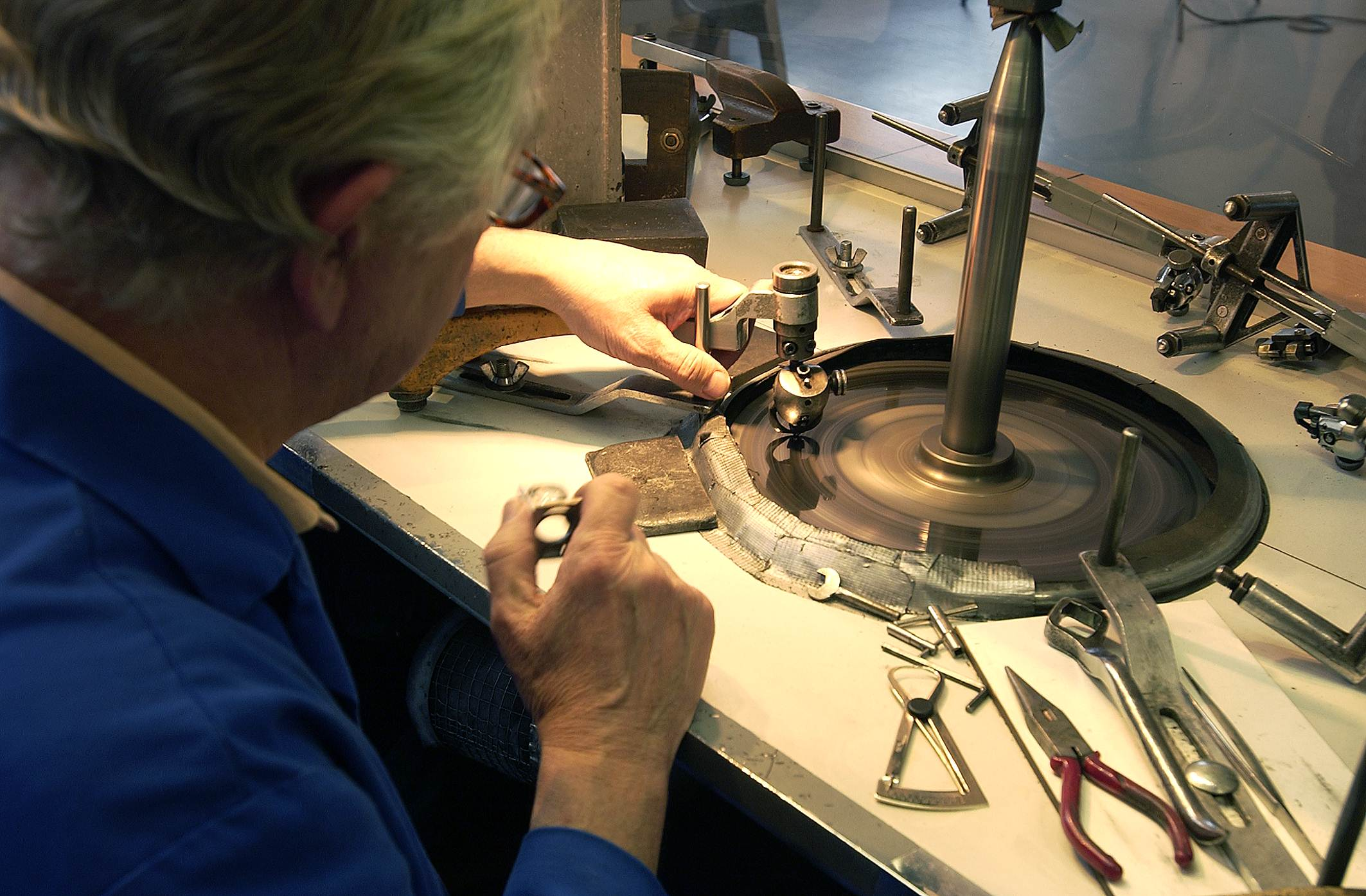
Pulidor de diamantes en Ámsterdam. El pulido se realiza mediante un disco abrasivo giratorio

El pulido de diamantes es la fase final de la conversión en gema de un diamante. En una fábrica de diamantes, se suele encontrar un "trabajador de diamantes" que primero coloca las facetas principales sobre el diamante (bloqueándolo). Esto se hace para garantizar el máximo peso, claridad y los ángulos óptimos para la forma específica del diamante. Tras completar el trabajo inicial, el diamante se alisa por completo, lo que se conoce como proceso de pulido. Una vez pulidas las facetas principales, se recortan las facetas finales sobre el diamante, a la vez que se pule.

### Inspección final
La etapa final consiste en limpiar a fondo el diamante con ácidos y examinarlo para comprobar si cumple con los estándares de calidad del fabricante.

## Retallado
Debido a los cambios en las preferencias del mercado del mercado, el valor de los diferentes estilos de corte puede fluctuar. Todos los diamantes pueden ser retallados en nuevas formas que aumentarán su valor y atractivo en ese momento. Un ejemplo son los diamantes de talla "marquesa", populares entre los años 1970 y 1980. En décadas posteriores, los joyeros tuvieron poco éxito en la venta de esta forma en comparación con otras como la ovalada o la de pera.
El diamante "marquesa" puede ser tallado como un diamante ovalado por cualquier tallador de diamantes, con una pérdida del 5 al 10 % del peso total. Por ejemplo, una talla marquesa de 1,10 quilates se convertiría en un diamante de talla ovalada de 1,00 quilate al redondear las puntas afiladas y crear un óvalo, que actualmente en el mercado tiene un mayor atractivo y valor de reventa. La misma talla marquesa también podría convertirse en una talla en forma de pera.
En el siglo XVIII, existía la tendencia de retallar los diamantes indios para adaptarlos al gusto inglés. La talla original del Koh-i-Noor pesaba poco más de 186 quilates. Al recortarlo a una talla brillante ovalada, se perdieron casi 80 quilates.
Al recortar un diamante, también se ven afectados otros aspectos, como la claridad. Si una forma original contenía inclusiones en las puntas, el recorte aumentaría la claridad, ya que al dotarlo de una nueva forma se obtendría un diamante con un acabado más limpio.